# Halmer End
Halmer End – osada w Anglii, w hrabstwie Staffordshire, w dystrykcie Newcastle-under-Lyme. Leży 29 km na północny zachód od miasta Stafford i 226 km na północny zachód od Londynu.